# Jupilles
Jupilles település Franciaországban, Sarthe megyében. Lakosainak száma 552 fő (2022. január 1.). Jupilles Pruillé-l’Éguillé, Saint-Vincent-du-Lorouër, Thoiré-sur-Dinan, Beaumont-Pied-de-Bœuf és Marigné-Laillé községekkel határos.

## Népesség
A település népességének változása:
| Lakosok száma | 569  | 569  | 584  | 566  | 560  | 554  | 551  | 548  | 552  |
|               | 2013 | 2015 | 2016 | 2017 | 2018 | 2019 | 2020 | 2021 | 2022 |